# Architis altamira
Architis altamira là một loài nhện trong họ Pisauridae.
Loài này thuộc chi Architis. Architis altamira được miêu tả năm 2007 bởi Santos.